# Espai corbat

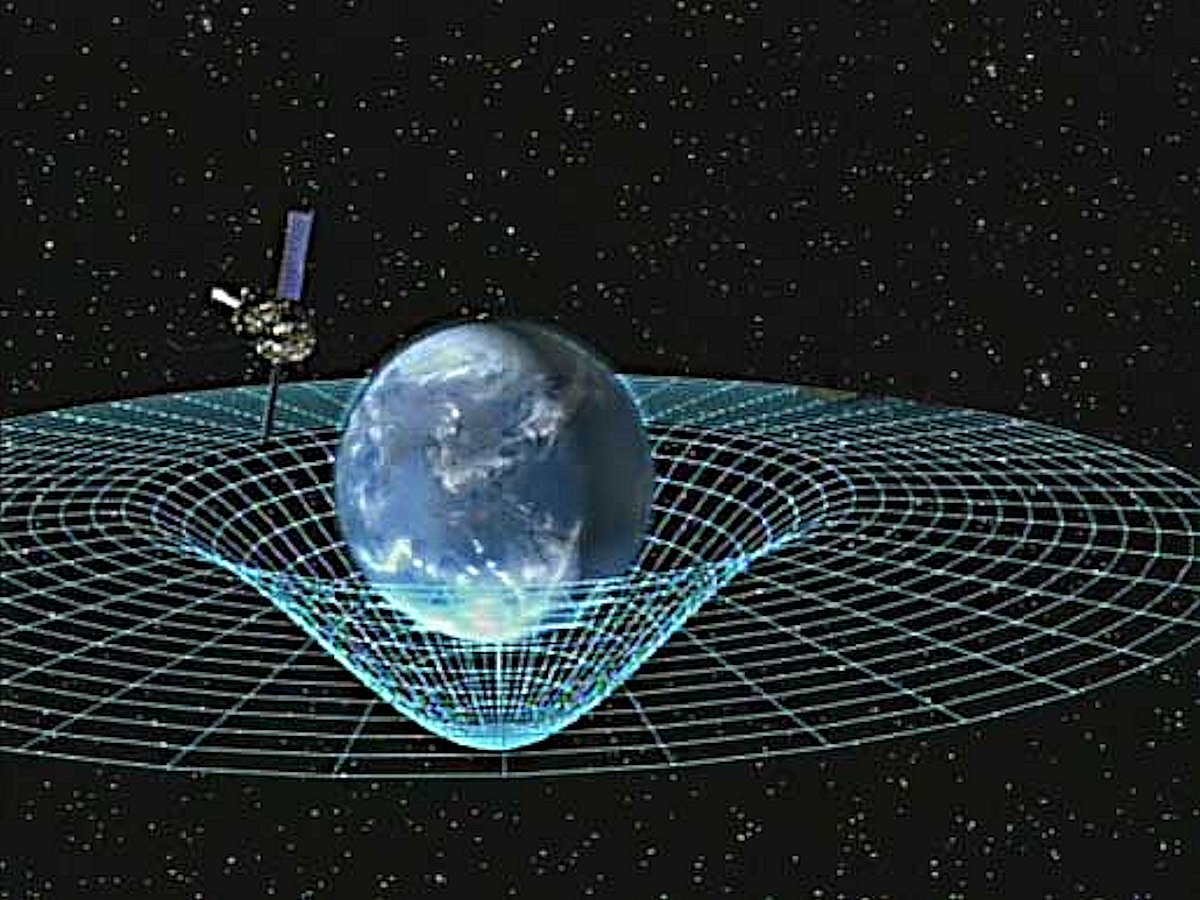
Concepte artístic de Gravity Probe B orbitant la Terra per mesurar l'espai-temps, una descripció en quatre dimensions de l'univers que inclou alçada, amplada, longitud i temps.

L'espai corb sovint es refereix a una geometria espacial que no és "plana", on un espai pla té curvatura zero, tal com descriu la geometria euclidiana. Els espais corbats generalment es poden descriure mitjançant la geometria riemanniana, encara que alguns casos simples es poden descriure d'altres maneres. Els espais corbats tenen un paper essencial en la relativitat general, on la gravetat sovint es visualitza com un espai corb. La mètrica Friedmann–Lemaître–Robertson–Walker és una mètrica corba que constitueix la base actual per a la descripció de l'expansió de l'espai i la forma de l'univers. El fet que els fotons no tinguin massa però tot i així estiguin distorsionats per la gravetat, significa que l'explicació hauria de ser alguna cosa més enllà de la massa fotònica. Per tant, la creença que els grans cossos corben l'espai i, per tant, la llum, viatjant per l'espai corbat, semblarà subjecta a la gravetat. No ho és, però està subjecta a la curvatura de l'espai.

## Exemple senzill de dues dimensions
Un exemple molt conegut d'espai corbat és la superfície d'una esfera. Tot i que per a la nostra visió familiar l'esfera sembla tridimensional, si un objecte està obligat a estar a la superfície, només té dues dimensions on es pot moure. La superfície d'una esfera es pot descriure completament en dues dimensions, ja que per molt rugosa que sembli la superfície, no deixa de ser només una superfície, que és la vora exterior bidimensional d'un volum. Fins i tot la superfície de la Terra, que és de complexitat fractal, encara és només un límit bidimensional al llarg de l'exterior d'un volum.

## Incrustació

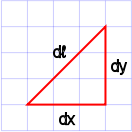
En un espai pla, la suma dels quadrats del costat d'un triangle rectangle és igual al quadrat de la hipotenusa. Aquesta relació no s'aplica als espais corbats.

Una de les característiques definitòries d'un espai corb és la seva sortida del teorema de Pitàgores. En un espai corbat
{\displaystyle dx^{2}+dy^{2}\neq dl^{2}}
La relació pitagòrica sovint es pot restaurar descrivint l'espai amb una dimensió addicional. Suposem que tenim un espai tridimensional no euclidià amb coordenades {\displaystyle \left(x',y',z'\right)}. Perquè no és pla {\displaystyle dx'^{2}+dy'^{2}+dz'^{2}\neq dl'^{2}\,}Però si ara descrivim l'espai tridimensional amb quatre dimensions ( {\displaystyle x,y,z,w} ) podem triar coordenades de tal manera que{\displaystyle dx^{2}+dy^{2}+dz^{2}+dw^{2}=dl^{2}\,}Tingueu en compte que la coordenada {\displaystyle x} no és el mateix que la coordenada {\displaystyle x'}.

## Sense incrustar
La geometria d'un espai n-dimensional també es pot descriure amb la geometria riemanniana. Un espai isotròpic i homogeni es pot descriure mitjançant la mètrica:
{\displaystyle dl^{2}=e^{-\lambda (r)}{dr^{2}}+r^{2}d\theta ^{2}+r^{2}\sin ^{2}\theta d\phi ^{2}\,}
Això es redueix a l'espai euclidià quan {\displaystyle \lambda =0}. Però es pot dir que un espai és " pla " quan el tensor de Weyl té tots els components zero. En tres dimensions aquesta condició es compleix quan el tensor de Ricci ( {\displaystyle R_{ab}} ) és igual a la mètrica multiplicada per l'escalar de Ricci ( {\displaystyle R}, no s'ha de confondre amb la R de l'apartat anterior). Això és {\displaystyle R_{ab}=g_{ab}R}. El càlcul d'aquests components a partir de la mètrica dona això
{\displaystyle \lambda =-{\frac {1}{2}}\ln \left(1-kr^{2}\right)} on {\displaystyle k\equiv {\frac {R}{2}}}
Això dona la mètrica:
{\displaystyle dl^{2}={\frac {dr^{2}}{1-k{r^{2}}}}+r^{2}d\theta ^{2}+r^{2}\sin ^{2}\theta d\phi ^{2}}
on {\displaystyle k} pot ser zero, positiu o negatiu i no es limita a ±1.